# Werner Grill

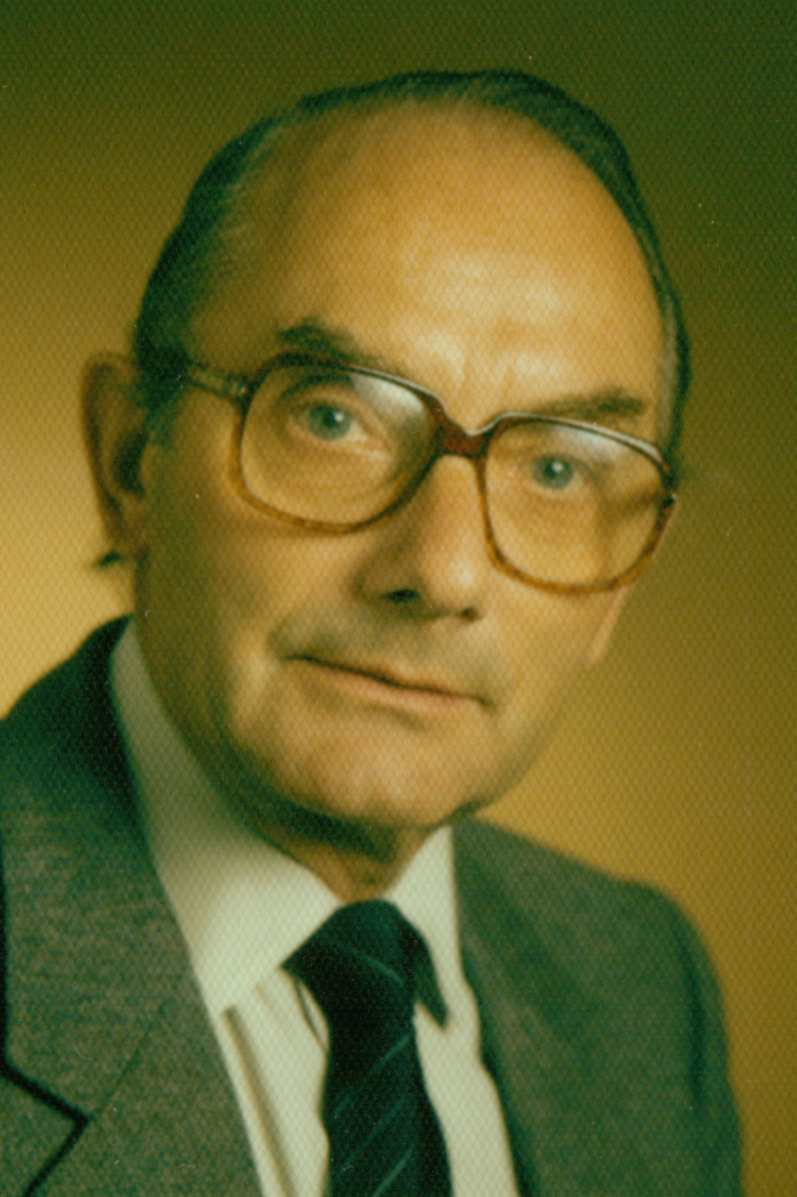
Werner Grill

Werner Grill (* 4. März 1920 in Zell; † 23. Februar 2014 in München) war ein deutscher Chirurg. Er war Professor und Spezialist auf dem Gebiet der Bauchchirurgie. Ab 1965 leitete er das Kreiskrankenhaus in Starnberg. Nach seiner aktiven Zeit als Mediziner wurde er Leiter der Schlichtungsstelle der Bayerischen Landesärztekammer.

## Leben
Werner Grill besuchte das Theodor-Heuss-Gymnasium (Ludwigshafen). Nach dem Abitur im Februar 1939 wurde er vom 1. April 1939 bis zum 15. September desselben Jahres zur Ableistung des Reichsarbeitsdienstes am Westwall verpflichtet. Am 1. Oktober 1939 erfolgte die Einberufung zum Heer (Wehrmacht), dem er bis zum 3. Juli 1945 angehörte.
Ab 1940 studierte er an der Militärärztlichen Akademie zu Berlin Medizin. Von Juli bis Dezember 1941 war er als Sanitätsfeldwebel an die Kriegsfront im Deutsch-Sowjetischen Krieg abkommandiert. Nachdem er im April 1942 das Physikum bestanden hatte, war er von Juli bis Dezember 1942 wieder an der Front. Hier wurde er als Hilfsarzt eingesetzt. Im Anschluss daran konnte er sein Studium an der Ruprecht-Karls-Universität Heidelberg, der Albertus-Universität Königsberg, der Johann Wolfgang Goethe-Universität Frankfurt am Main und der Schlesischen Friedrich-Wilhelms-Universität fortsetzen. Das Staatsexamen bestand er im Februar und März 1945 an der Universität Hamburg. Kurz vor Kriegsende wurde er im April und Mai 1945 noch einmal als Assistenzarzt zum Kriegseinsatz im Westen herangezogen. Dabei geriet er für kurze Zeit in französische Kriegsgefangenschaft.
Ab dem 1. August 1945 arbeitete Werner Grill für fünf Jahre als Assistent am Pathologischen Institut des Klinikum der Stadt Ludwigshafen. Dort erlangte er die Anerkennung als Facharzt für Pathologie. Danach war er für die anderthalb Jahre an der Chirurgischen Klinik desselben Krankenhauses tätig. 1952 ging Grill als Assistenzarzt an die Chirurgische Universitätsklinik Marburg unter Rudolf Zenker. Fünf Jahre später wurde er Facharzt für Chirurgie und Unfallchirurgie geworden, habilitierte er sich. Er wurde zum Privatdozenten und Oberarzt ernannt. 1958 wechselte er mit Zenker nach München an das Klinikum Innenstadt. Im folgenden Jahr begleitete er Zenker nach Riad, um einen Angehörigen der Dynastie der Saud zu operieren.
Die Ludwig-Maximilians-Universität München ernannte Grill 1964 zum apl. Professor für Chirurgie. Er hielt bis zu vier Vorlesungen pro Woche und prüfte über 1000 Examenskandidaten im medizinischen Staatsexamen.
Im Juli 1965 wurde Grill Chefarzt für Chirurgie am Kreiskrankenhaus Starnberg. Hier war er zwanzig Jahre lang insbesondere auf dem Gebiet der Bauchchirurgie erfolgreich tätig. Unter seiner Leitung wurden an der Klinik in diesem Zeitraum 7000 Gallenoperationen durchgeführt, was ihm bei seinen Patienten den Beinamen „Gallenpapst“ einbrachte. Sehr gern wäre er 1973 in München Nachfolger seines Lehrers Zenker geworden. Nach seinem Ausscheiden als Chefarzt arbeitete er noch weitere zwei Jahre lang als Chirurg im Krankenhaus in Seefeld (Oberbayern). Von 1987 bis 1996 war er Leiter der Schlichtungsstelle der Bayerischen Landesärztekammer. Ab 1996 befand er sich im Ruhestand. Grill verfasste 150 Publikationen und sieben Buchbeiträge.

## Ehrungen
- Bayerischer Verdienstorden (1976)

## Publikationen
- Die morphologischen Grundlagen der angiographischen Befunde chirurgischer Lungenerkrankungen und ihre klinische Auswertung. Habilitationsschrift. Marburg/Lahn 1958.
- Die geschlossenen und offenen Verletzungen des Brustkorbs und der Brustorgane. Ferdinand Enke Verlag, Stuttgart 1966.
- Pathologisch-anatomisches Substrat der selektiven Lungenangiographie. Lungenzirkulation. Herausgegeben von H. Rink. Schattauer Verlag, Stuttgart/ New York 1970.
- Chronische Pankreatitis. In: G. Heberer, G. Hegemann (Hrsg.): Indikation zur Operation. 2. Auflage. Springer-Verlag, Berlin/ Heidelberg/ New York 1980, ISBN 3-540-10385-6.
- Die Eingriffe an der Gallenblase und an den Gallengängen. In: R. Zenker, R. Berchthold, H. Hamelmann (Hrsg.): Allgemeine und spezielle chirurgische Operationslehre. Band VII/Teil 1: Die Eingriffe in der Bauchhöhle. Springer-Verlag, Berlin/ Heidelberg/ New York 1975.
- mit R. Zenker: Allgemeine und spezielle chirurgische Operationslehre. Die Eingriffe bei den Bauchbrüchen. Band VII/Teil 2. 2. Auflage. Springer-Verlag, Berlin/ Göttingen/ Heidelberg 1957.
- Zur Frage der Grosshirn-Spongioblastome. In: European archives of psychiatry and clinical neuroscience. Band 182, 1949, S. 570–584. ISSN 1433-8491
- Mikroskopische Befunde bei praeoperativ bestrahlten Mamma-Carcinomen. In: Langenbecks Archiv für Chirurgie. Band 281, 1955, S. 101–108. ISSN 1435-2451
- Zur Behandlung der Oberschenkelschaftbrüche bei Kleinkindern. In: Monatsschrift für Unfallheilkunde. Jg. 60, H. 7, 1957, S. 214–217.
- Die perioperative Gallengangsrevision. In: Chirurgische Praxis. 6, 1962, S. 47–56.
- Zur Erkennung und Behandlung simultaner Thorax und Abdominalverletzungen. In: Langenbecks Archiv für klinische Chirurgie. Band 308, 1964, S. 520–526.
- Die proximale und distale Hemipankreatektomie. In: Langenbecks Archiv für Chirurgie. Supplement, 1972, S. 171–173.
- mit J. Lang und H. Pichlmaier: Experimentelle Untersuchungen über die Durchblutungsverhältnisse am Duodenalstumpf. In: Langenbecks Archiv für Klinische Chirurgie. Band 299, 1962, S. 707–716. ISSN 1435-2443